# الا لهوتسکا
اِلا لهوتسکا (اسلواکی: Ela Lehotská؛ زادهٔ ۱۹۷۳ میلادی) بازیگر اهل اسلواکی است.
از فیلم‌ها یا مجموعه‌های تلویزیونی که وی در آن‌ها نقش داشته‌است، می‌توان به آنه فرانک: تمام داستان اشاره نمود.